# Giuseppina Dalle Molle
Giuseppina Dalle Molle (24 febbraio 1943) è un mezzosoprano italiano.

## Biografia
Nel 1965 fu Elisetta ne Il matrimonio segreto al Teatro Sperimentale di Spoleto, dove vinse il concorso canoro; vi tornò tre anni dopo come Ciesca nel Gianni Schicchi (con un giovane Leo Nucci) e come Maestra delle Novizie in Suor Angelica, diretta da Ottavio Ziino. Nel 1970 fu Camilla ne Il giovedì grasso al Teatro Comunale di Bologna, diretta da Mario Rossi; nel 1972 fu Angelina nella Cenerentola al Gaiety Theatre di Dublino e nel 1974 cantò come zia contessa in Suor Angelica al Teatro Massimo di Cagliari, ove tornò l'anno successivo come Agnese in Beatrice di Tenda. Nel 1976 esordì al Gran Teatro La Fenice come Nerillo ne L'Ormindo. 
Tra gli anni sessanta e ottanta apparve in molteplici occasioni al Teatro dell'Opera di Roma, ove cantò come Angelina nella Cenerentola, Maddalena in Rigoletto, Cherubino ne Le nozze di Figaro, Preziosilla ne La forza del destino, Isoliero ne Il Conte Ory, Rosina ne Il barbiere di Siviglia, Santuzza in Cavalleria rusticana, Giovanna Seymour in Anna Bolena, Amneris in Aida, Ninon ne I diavoli di Loudon e Suor Klementina nella prima nazionale di Sancta Susanna.
Nel 1979 interpretò la Principessa di Eboli alla San Diego Opera, in un allestimento del Don Carlo con Anne Evans, fu la vecchia in La Fée Urgèle in scena a Matera con Mariella Devia e cantò nel ruolo di Pierotto nella Linda di Chamounix al Gran Teatre del Liceu. Nel 1980 esordì al Teatro alla Scala come Fidalma ne Il matrimonio segreto, nel 1981 fu Feanna nel Nabucco all'Arena di Verona e Adalgisa in Norma al Teatro Sociale di Rovigo, mentre nel 1983 fece il suo debutto alla Seattle Opera come Santuzza in Cavalleria rusticana. Nel 1984 fu Amneris nell'Aida a Montevideo, mentre nel 1985 cantò come Laura ne La gioconda al Luglio Musicale Trapanese.